# رالي أكروبوليس

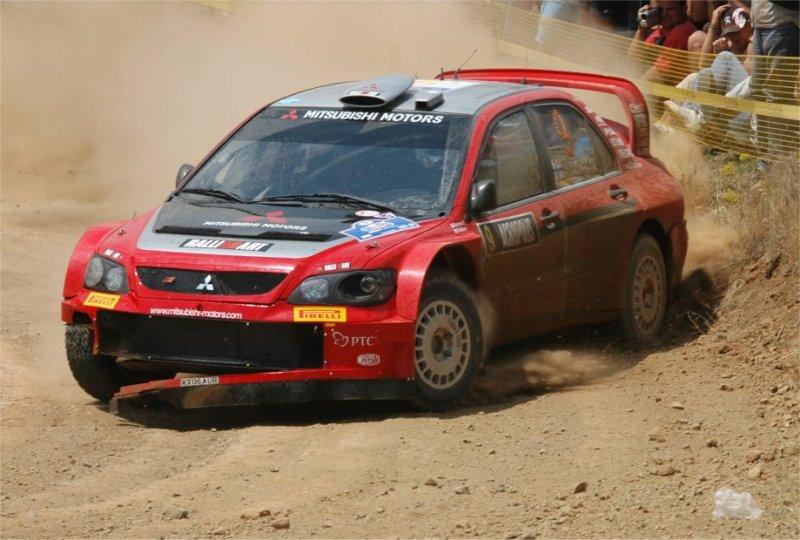
لقطة من السباق في 2005

رالي أكروبوليس (باليونانية:  Ράλλυ Ακρόπολις)‏ هو سباق راليات وهو جزء من بطولة الراليات الأوربية. يقام هذا الرالي على طرق مغبرة صخرية وعرة جبلية حول أثينا خلال فترة الصيف الساخن في اليونان. معروف هذا الرالي كونه صعب للغاية على السيارات المتنافسة والسائقين.

## وصلات خارجية
- الموقع الرسمي